# Thurston (Nebraska)
Thurston és una població dels Estats Units a l'estat de Nebraska. Segons el cens del 2000 tenia 125 habitants.

## Demografia
Segons el cens del 2000, Thurston tenia 125 habitants, 51 habitatges, i 36 famílies. La densitat de població era de 438,8 habitants per km².
Dels 51 habitatges en un 31,4% hi vivien nens de menys de 18 anys, en un 68,6% hi vivien parelles casades, en un 0% dones solteres, i en un 29,4% no eren unitats familiars. En el 21,6% dels habitatges hi vivien persones soles l'11,8% de les quals corresponia a persones de 65 anys o més que vivien soles. El nombre mitjà de persones vivint en cada habitatge era de 2,45 i el nombre mitjà de persones que vivien en cada família era de 2,92.
Per edats la població es repartia de la següent manera: un 23,2% tenia menys de 18 anys, un 10,4% entre 18 i 24, un 31,2% entre 25 i 44, un 16,8% de 45 a 60 i un 18,4% 65 anys o més.
L'edat mediana era de 36 anys. Per cada 100 dones de 18 o més anys hi havia 108,7 homes.
La renda mediana per habitatge era de 26.875 $ i la renda mediana per família de 41.875 $. Els homes tenien una renda mediana de 28.500 $ mentre que les dones 17.083 $. La renda per capita de la població era de 12.547 $. Aproximadament el 3,4% de les famílies i el 5,9% de la població estaven per davall del llindar de pobresa.

## Poblacions més properes
El següent diagrama mostra les poblacions més properes.